# Sandsundet
Sandsundet är ett sund i Finland. Det ligger i landskapet Nyland, i den södra delen av landet, 60 km öster om huvudstaden Helsingfors.
Sandsundet ligger mellan fastlandet vid Ebbo i väster och Sarvsalö i öster. Det sammanbinder Korsfjärden i norr med Pirlaxfjärden och Långdalsfjärden i söder.
Inlandsklimat råder i trakten. Årsmedeltemperaturen i trakten är 4 °C. Den varmaste månaden är augusti, då medeltemperaturen är 18 °C, och den kallaste är januari, med −8 °C.